# Kanton Pithiviers
Pithiviers is een kanton van het Franse departement Loiret. Het kanton maakt deel uit van de arrondissementen Pithiviers (31) en Orléans (4).

## Gemeenten
Het kanton Pithiviers omvatte tot 2014 de volgende 20 gemeenten:
- Ascoux
- Bondaroy
- Bouilly-en-Gâtinais
- Bouzonville-aux-Bois
- Boynes
- Chilleurs-aux-Bois
- Courcy-aux-Loges
- Dadonville
- Escrennes
- Estouy
- Givraines
- Guigneville
- Laas
- Mareau-aux-Bois
- Marsainvilliers
- Pithiviers (hoofdplaats)
- Pithiviers-le-Vieil
- Santeau
- Vrigny
- Yèvre-la-Ville

Na de herindeling van de kantons door het decreet van 25 februari 2014 met uitwerking op 22 maart 2015 omvat het volgende 35 gemeenten :
- Andonville
- Aschères-le-Marché
- Attray
- Audeville
- Autruy-sur-Juine
- Bazoches-les-Gallerandes
- Boisseaux
- Bougy-lez-Neuville
- Césarville-Dossainville
- Charmont-en-Beauce
- Châtillon-le-Roi
- Chaussy
- Crottes-en-Pithiverais
- Dadonville
- Engenville
- Erceville
- Greneville-en-Beauce
- Guigneville
- Intville-la-Guétard
- Jouy-en-Pithiverais
- Léouville
- Montigny
- Morville-en-Beauce
- Neuville-aux-Bois
- Oison
- Outarville
- Pannecières
- Pithiviers
- Pithiviers-le-Vieil
- Rouvres-Saint-Jean
- Saint-Lyé-la-Forêt
- Sermaises
- Thignonville
- Tivernon
- Villereau